# بینفه
بینفه (به انگلیسی: Bienfait) یک منطقهٔ مسکونی در کانادا است که در ساسکاچوان واقع شده‌است. بینفه ۳٫۰۹ کیلومتر مربع مساحت و ۷۸۰ نفر جمعیت دارد.